# Annika Herrmann
Annika Herrmann (* 1980 in Bochum) ist eine deutsche Linguistin.

## Leben
Von 1999 bis 2005 absolvierte sie ein Magisterstudium der Germanistik und Geographie an der Universität Mainz (2004 DAAD Auslandsstipendium für Abschlussarbeiten in Galway). Von 2006 bis 2009 hatte sie DFG-Promotionsstipendium am Graduiertenkolleg Satzarten: Variation und Interpretation der Goethe-Universität. Nach der Promotion zum Thema Modal particles and focus particles in sign languages war sie von 2007 bis 2009 Lehrbeauftragte am Deutschen Institut und am Institut für Erziehungswissenschaften der Gutenberg-Universität Mainz. Von Oktober 2009 bis Januar 2010 war sie wissenschaftliche Mitarbeiterin in der Arbeitsgruppe Neurokognitive Grundlagen sprachlicher Universalien am Department for English and Linguistics der Universität Mainz im Projekt Neurophysiological Foundations of Sign Language. Von 2010 bis 2013 war sie wissenschaftliche Mitarbeiterin für Germanistische Linguistik und Gebärdensprachforschung am Seminar für Deutsche Philologie der Georg-August-Universität Göttingen. Von 2010 bis 2012 war sie Stipendiatin der Robert Bosch Stiftung im Rahmen des Programms Fast Track: Exzellenz und Führungskompetenz für Wissenschaftlerinnen. Im März 2012 erhielt sie eine Auszeichnung mit dem Wilhelm von Humboldt-Preis der Deutschen Gesellschaft für Sprachwissenschaft (DGfS) für die beste Dissertation. Von 2013 bis 2017 war sie Leiterin des experimentellen Gebärdensprachlabors der Universität Göttingen. Seit April 2017 ist sie Professorin für Gebärdensprachen und Gebärdensprachdolmetschen am Institut für Deutsche Gebärdensprache und Kommunikation Gehörloser (IDGS) der Universität Hamburg. Seit 2019 leitet sie dort auch gemeinsam mit Thomas Hanke das Langzeitvorhaben DGS-Korpus.
Ihre Hauptarbeitsgebiete sind Gebärdensprachlinguistik, Grammatik der Deutschen Gebärdensprache, Schnittstellen der Grammatik, Informationsstruktur, experimentelle Gebärdensprachlinguistik, Psycho- und Neurolinguistik, Referenzgrammatiken für Gebärdensprachen, Dokumentation des kulturellen Erbes älterer tauber Menschen und Gebärdensprachdolmetschen.

## Schriften (Auswahl)
- Modal and focus particles in sign languages. A cross-linguistic study. Boston 2013, ISBN 1-61451-182-9.
- als Herausgeberin mit Markus Steinbach: Nonmanuals in sign language. Amsterdam 2013, ISBN 978-90-272-0272-7.
- als Herausgeberin mit Roland Pfau und Markus Steinbach: A matter of complexity. Subordination in Sign Languages. Boston 2016, ISBN 978-1-5015-1133-2.